# Bill Chatmon
William „Bill“ Chatmon ist ein ehemaliger US-amerikanisch-österreichischer Basketballspieler.

## Leben
Chatmon spielte von 1969 bis 1971 an der Baylor University und trumpfte dort mit herausragenden statistischen Werten auf. Im Spieljahr 1969/70 erzielte der knapp zwei Meter große Innenspieler im Schnitt 20,7 Punkte und 12,7 Rebounds, 1970/71 kam er auf 23,3 Punkte sowie 14,2 Rebounds pro Partie. 1971 wurde er für seine Leistungen als „All-American“ ausgezeichnet. Chatmon erhielt an der Hochschule den Spitznamen „Chat the Cat“ (deutsch: Chat, die Katze). 2006 wurde er in Baylors Jahrhundertmannschaft gewählt. 1971 sicherten sich die Buffalo Braves die Rechte an Chatmon im Draft-Verfahren der NBA (15. Auswahlrunde, 218. Stelle insgesamt).
Als Profi spielte Chatmon von 1972 bis 1984 sowie von 1986 bis 1989 für die unter verschiedenen Namen antretende Mannschaft aus Wels in der österreichischen Bundesliga und war 1975, 1976 und 1977 bester Korbschütze der Liga. Er trat mit Wels ebenfalls im Europapokal an. Chatmon bildete in Wels in den 1970er Jahren ein Spielergespann mit seinem Landsmann John Wojtak, das mitverantwortlich für einen erheblichen Aufschwung der Sportart in der Stadt war.
Seine weiteren Vereine in Österreich waren der BK Klosterneuburg (Spieljahr 1984/85), mit dem er 1985 Staatsmeister wurde, sowie ASVOÖ Linz (Spieljahr 1985/86). 1980 nahm Chatmon die österreichische Staatsbürgerschaft an, im Jahr 1983 wurde er in zehn Länderspielen in der österreichischen Nationalmannschaft eingesetzt.